# Bodzanowice (gromada)
Bodzanowice – dawna gromada, czyli najmniejsza jednostka podziału terytorialnego Polskiej Rzeczypospolitej Ludowej w latach 1954–1972.
Gromady, z gromadzkimi radami narodowymi (GRN) jako organami władzy najniższego stopnia na wsi, funkcjonowały od reformy reorganizującej administrację wiejską przeprowadzonej jesienią 1954 do momentu ich zniesienia z dniem 1 stycznia 1973, tym samym wypierając organizację gminną w latach 1954–1972.
Gromadę Bodzanowice z siedzibą GRN w Bodzanowicach utworzono – jako jedną z 8759 gromad na obszarze Polski – w powiecie oleskim w woj. opolskim, na mocy uchwały nr VII/27/54 WRN w Opolu z dnia 4 października 1954. W skład jednostki weszły obszary dotychczasowych gromad: Bodzanowice ze zniesionej gminy Borki Wielkie i Wichrów ze zniesionej gminy Radłów w tymże powiecie. Dla gromady ustalono 21 członków gromadzkiej rady narodowej.
31 grudnia 1961 do gromady Bodzanowice włączono wieś Karmonki Nowe z gromady Radłów w tymże powiecie. 
Gromada przetrwała do końca 1972 roku, czyli do kolejnej reformy gminnej.